# Велика Мађарска (иредентизам)
Велика Мађарска (мађ. Nagy-Magyarország) је политички концепт који заговара идеологија иредентиста у Мађарској који теже ка повратку на границе Краљевине Мађарске (Magyar Királyság) и обухватању свих Мађара у једну заједничку државу, као и припајању Мађарској територија сад већ насељених већинским немађарским становништвом, који су били у склопу Мађарске Кнежевине између 895. и 1001. године, након тога Краљевине Мађарске између 1001. и 1526. године, као и између 1882. и 1918. године у оквиру Аустроугарске монархије.

## Развој мађарске великодржавне идеје

### Мађарска великодржавна идеја до 1867.
Првобитна угарска држава почивала је на лабавом савезу номадских ратника, који су на простор средње Европе дошли са истока, а мисли се да им је првобитна постојбина била источно од планине Урал. Номади су били опште познати под именима Угри, Мађари, Турци, итд, али је вероватно било и других народа у њиховим редовима. Насељавање ових номадских народа и учвршћивање њихове власти у Панонском басену био је дуготрајан процес. Ниједан датум не може се јасно одредити као прекретница, али, већина Мађара током историје није сматрала датум оснивања много битним. Међутим, када је модерни мађарски национализам почео јако да се испољава крајем 19. века, идеја датума оснивања постала је битна. Напослетку, изабрана је година 896. Наредних векова по оснивању Краљевине Угарске у 9. веку угарски владари учвршћивали су власт над својом новом територијом па чак и изван њених основних граница. Своју власт Мађари су наметнули Словенима, који су пре њих настањивали Панонски басен, а мешајући се са Словенима изгубили су своје оригиналне монголске расне особине.
Златно доба Краљевине Угарске прекинуто је османским освајањима у Европи, а коначан ударац независној угарског држави био је катастрофални пораз на Мохачу 1526. Угарска је престала да постоји као независна земља, а њена дотадашња територија је подељена између Османског царства и Хабзбуршке монархије. Средишњи део некадашње Угарске интегрисан је у Османско царство, њени северни и западни делови постали су хабзбуршки поседи (ово подручје под хабзбуршком влашћу је и даље носило назив Краљевина Угарска), а Кнежевина Трансилванија је образована као квазинезависна држава под османским сизиренством. Подела бивше државне територије и успостављање османске власти приморали си мађарске вође и интелектуалце да беже у рубне пределе бившег краљевства. Као последица тога и многе битне угарске институције су такође премештене у ове рубне пределе. Крајем 17. века Турци су од стране Хабзбурговаца истерани из већег дела средње Европе, а бивше османске територије су инкорпориране у Хабзбуршку монархију на основу права мача. Велики део ових територија укључен је у састав хабзбуршке Краљевине Угарске.
Мађарски националисти воле да истичу како се угарско племство ревносно опирало покушајима цара Јозефа II осамдесетих година 18. века да у хабзбуршкој Угарској уведе немачки као званични језик. Из њихове приче стиче се погрешан утисак да су горњи слојеви угарског друштва били исувише поносни да претпоставе немачки мађарском. Чињенице, међутим, осликавају веома другачију слику. Висока угарска аристократија, која се одомаћила на бечком двору, причала је француски, немачки, шпански, италијански, а касније и енглески. Ниже племство или прецизније, људи средњег племства, службеници у жупанијама и њима слични комуницирали су исквареним латинским који је био пун израза из мађарског али и словачког, српског, румунског и говорног немачког језика. Такође треба да се напомене да су владајући слојеви хабзбуршке Угарске бранили латински као државни језик и да нису покушавали да озваниче мађарски као званични језик хабзбуршке Угарске до 1844. Имајући у виду ове две чињенице, пре ће бити онда да су се они бојали да ће им германизаторска политика маргинализовати власт у Хабзбуршкој монархији. То објашњава зашто су у почетку бранили латински. Међутим, успоном национализма и нагласком на матерњи језик, мађарски је постао популаран код дела становништва у хабзбуршкој Угарској, где га је само трећина житеља говорила. Растућа популарност мађарског привукла је ускоро пажњу угарског племства, које је закључило да се мађарским могу послужити као политичким оруђем — да обезбеде свој ауторитет.
Статус мађарског као језика Мађара показује да се мађарски идентитет јавио пре раширене употребе овог језика. Мађарски језик отуда није био национална детерминанта. Уз то, његова распрострањеност се није могла поуздано одредити ради одређивања приближних граница мађарске националне државе. За већину мађарских националиста границе мађарске националне државе дефинисала је средњовековна Краљевина Угарска, иако су се њене границе током времена мењале и нису увек обухватале исте територије. Наравно, Угарска није била национална држава, како указује њен назив, него династичка. Угарски владари нису изводили легитимитет из неког осећања да су Мађари и нису марили за мултиетнички карактер својих поданика, него само за њихову лојалност. У њој до средине 19. века није било организоване мађаризаторске политике, а мноштво њених становника није ни говорило мађарски. Када се мађарски национални идентитет налазио још у раном стадијуму, накалемио се, у ствари идентификовао себе са Краљевином Угарском. Краљевина Угарска је била територијална конфигурација која је многим Мађарима дуго служила као оквир за разумевање света, позорница на којој се одигравао одређени социјални, економски и политички поредак. Толико је чврсто била усађена у свест многих њених становника да нису могли да замисле своје животе у контексту другачијег територијалног поретка, тако да противречност у поистовећивању мађарске нације са династичко-империјалистичким схватањем угарске територије није препознавана. Без много двоумљења, мађарска нација идентификовала је себе са Краљевином Угарском и преузела историју овог територијалног ентитета. Историјске личности и догађаји ове територијалне конфигурације су прерађени као личности и догађаји из историје мађарског народа. Порастом мађарског национализма који је први пут манифестовао своје елементе крајем 18. века, код Мађара је на крају сазрела жеља за ослобађањем Угарске од власти Хабзбурговаца. Наредних деценија почела је борба за независност. Револуција 1848—49. завршила се поразом за ову идеју. Међутим, на политичком фронту мађарски лидери су стекли неку врсту аутономије за Краљевину Угарску Компромисом из 1867.

### Мађарска великодржавна идеја 1867—1918.
Стицањем власти у Угарској 1867, великомађарски националистички кругови не само што су повратили политички престиж којем су тежили, него су га, штавише, и повећали. Наступило је империјалистичко раздобље мађарске експанзије. Коначно су после дужег времена створени савршени политички услови за несметано продирање мађарског елемента у периферне крајеве на северу, истоку и југу Угарске и његово освајање истих. Иако су фактички чинили већину становништва Угарске и у периоду дуализма (најмање 52% по попису из 1910), немађарски народи су били недовољно заступљени у готово свим областима друштвених делатности: у политици, администрацији, судству, економији, образовном систему, публицистици, здравству итд. Веома ограничено бирачко тело и несразмерна заступљеност немађара у њему одражавала се, између осталог, и на састав парламента. У страху да не изгуби вођство у вођењу националне политике и суочен са захтевима за изменом народносног закона, политичком равноправношћу свих народа у Угарској, арондацијом (заокруживањем) муниципија по националном принципу (чиме би се постигла национализација жупанија), равноправношћу свих језика на Угарском сабору, као и опозиционим ставом према Нагодби из 1867. и дуалистичком систему, конзервативни режим је у више махова прибегавао и репресивним мерама. Парламентарни избори 1869. у етнички чистим српским крајевима одржани под будном присмотром војске и жандармерије. Приликом избора 1874. власти су прешле преко изборног закона и у новооснованим срезовима (шајкашком и панчевачком) покушале да спрече изборе водећих српских опозиционара Лазе Костића и Михаила Полит-Десанчића. Овакав поступак мађарских власти наишао је на најоштрију осуду српске опозиције. Полит-Десанчић се није устезао да га назове „проституцијом устава”.
У овом периоду у Угарској је појачан и рад на асимилацији немађарских народа, што је био један од израза великодржавне денационализаторске политике. Почетком 1873. у Пешти је основано друштво „Мађарски савез” (мађ. Magyar Szövetség) које је као свој програм истакло помађаривање свих народности у Угарској. Водећи рачуна само о интересима своје нације, мађарски посланици су на саборским седницама 1875. редовно изражавали спремност да се за мађарске културно-просветне институције издвоје не мала средства. Вреди поменути предлог о бескаматном зајму у износу од 300.000 форинти за Народно позориште у Будимпешти. С друге стране, словачке гимназије су без много обзира укидане а државна помоћ српској гимназији у Новом Саду и румунској у Брашову је одузимана. Сви који се нису слагали са оваквом (великодржавном) политиком жигосани су као отпадници. Српском опозиционом посланику Полит-Десанчићу је уз претњу да ће видети да „мађарска држава има … довољно снаге да смрви своје непријатеље” председник угарске владе Калман Тиса забранио да ван Сабора шири своју идеју о Угарској као држави не једне нације него многих националности (1875). Под изговором да се сваком грађанину мора дати прилика да савлада мађарски језик још у основној школи, на Сабору из 1879. је усвојен закон о увођењу мађарског језика у основне народне школе у којима се до тада није учио. У наметању мађарског језика и културе ишло се даље, па је убрзо (1883) усвојен закон којим се као обавезни предмет уводи мађарски језик и у средњошколске установе, што је образложено нуждом да се омладина у средњим школама образује „у духу верног грађанског подаништва и родољубља”. Апоњијевим законом из 1907. проширени су претходни законски прописи о обавезном учењу мађарског у свим школама немађара у Угарској утолико што је сад учитељима наметнута дужност да код деце развију свест о припадности мађарском народу.
Од 1869. до 1910. становништво тзв. „уже Угарске” (без Хрватске и Славоније) је порасло за 34,5% (у округлим цифрама, са 13.579.000 на око 18.264.000). Број говорника мађарског језика повећао се за 65% (са 6.027.000 на 9.944.000), а говорника других језика само за 10% (од 7.552.000 на 8.320.000). Од укупно 1.069.480 правних бирача на изборима за Угарски сабор из 1910. 637.107 су били Мађари (64%). Међутим, уместо 240 изабрано је том приликом 393 мађарских посланика. Почетком 20. века 95% државних службеника и 89% лекара у Угарској били су Мађари. Највећи део штампе налазио се такође у рукама Мађара (око 80%), док је око три милиона Румуна држало око 2,5% новина а два милиона Словака око 0,64%. Године 1880. неких 14% становништва Угарске знало је мађарски и барем још један језик, а до 1910. тај проценат се попео на 23%. Другим речима, готово половина немађарске популације постала је билингвална. То и релативни пораст оних којима је матерњи био мађарски (са 46,6% 1880. на 54,5% 1910. у „ужој Угарској”, без Хрватске и Славоније) навели су многе мађарске интелектуалце на погрешне представе о будућности. Главни уредник „Будимпештанског гласника” (мађ. Budapesti Hírlap) Јене Ракоши написао је чланак у ком је клицао „будућој великој популацији Угарске од 30 милиона људи” и у томе видео „обнову” ситуације из времена краља Лајоша I Великог, када је Краљевина Угарска контролисала централни Дунавски басен и један део Балкана. Густав Бекшич, парламентарац и идеолог Либералне странке можда је био умеренији у својим прогнозама. На основу демографског тренда предвиђао је „да ће Угарска до средине 20. века да има 24 милиона становника” (од тога 65% Мађара) и закључио да ће „географска логика” претворити Угарску у водећи силу у Средњем Подунављу и Балкану. Националистички оријентисан новинар и посланик Пал Хојчи у својој књизи објављеној 1902. под насловом „Велика Мађарска” (мађ. Nagy-Magyarorszag) заносио се мишљу да ће Угарска држава ускоро да доведе у зону свог утицаја народе који се налазе источно и јужно од ње (Румуне, Србе, Бугаре, као и Јужне Словене у Босни и Далмацији). Овакве илузије су се шириле великом брзином и биле популарне, али су негативно утицале на расуђивање стотине и стотине хиљада људи.
Мађарска писма, песме и остали списи из периода 1914—1915. сведоче о раширеној вери у победу, у краља и у своју владу, спремност на жртву и често на кратковиди шовинизам. Чак су и социјалдемократе, до тада познате по интернационалистичким и пацифистичким принципима, били затечени у „расположењу националног јединства”.
Уочи војног слома Србије пред здруженим аустроугарским, немачким и бугарским снагама у јесен 1915, поставило се питање како поступати са њеном територијом. Око тога су избили сукоби између аустријског и мађарског вођства. Обе концепције су биле анексионистичке, с тим што је аустријска била екстремна а мађарска привидно умерена. Предводник мађарске струје, угарски председник владе гроф Иштван Тиса сматрао је потпуну анексију Србије опасном по интегритет Угарске: „Уколико нам дође још неких милион и по до два милиона Срба, неће се само променити бројни однос снага него ће на тај начин оживети националне аспирације и наде Срба који су већ у нашој држави, а Мађарска држава ће бити суочена са опасношћу да изгуби своје снажно изражене карактеристике.” Стога се залагао за умереније решење које је предвиђало анексију Посавине уз њено колонизовање верним немачким и мађарским елементом. Министар спољних послова барон Иштван Буријан заступао је супротно гледиште од угарског председника владе. Сматрао је да је дошао прави моменат да југословенско питање буде решено у оквирима Аустро-Угарске, под чиме је заправо мислио на анектирање свих окупираних територија. Решење, међутим, никада није нађено, ни за време мандата грофа Чернина, ни за време другог мандата грофа Буријана (априла 1918).
Како се ратовање отегло и исход постао очигледан, променила се и перцепција како код војника тако и код људи ван фронта. Оптимизам и одлучност који су се могли видети 1914. и 1915. уступили су током 1915—1916. место осећају бесмисла, неизвесности и горчине, а од 1917. па на даље инцидентима дезертирања, самосакаћења, одбијања извршавања наређења. Чак ни отворене побуне нису биле редак случај.

### Мађарска великодржавна идеја 1918—1920.
У атмосфери општег расула у ком се нашла Аустро-Угарска после војног слома септембра 1918. у Будимпешти крајем октобра избија револуција која проглашава Мађарску Демократску Републику и на власт доводи опозицију предвођену Михаљем Карољијем. Као одан поборник демократије, Карољи је сматрао да земља којом је управљао мора да се искупи код западних савезника тиме што ће да уради четири ствари: откаже савез са Немачком, раскине унију са Аустријом, призна немађарским народима политичка права и што је пре могуће усклади земљу са Вилсоновим тачкама. Науштрб његовим плановима, савезничке снаге надирале су из правца североистока. Београдском конвенцијом од 13. новембра предвиђено је да се мађарска војска задржи на линији северно од Мориша, Суботице, Баје, Печуја с тим да локална администрација остане у тим областима. Савезници су, истина, признали Карољија као преговарача, али нису подржали његове политичке захтеве или утицали да се ублаже територијални захтеви победничких држава (Србије, Румуније и Чехословачке). У подручјима бивше Краљевине Угарске која су дошла под војну контролу победничких држава, смењени су мађарски месни чиновници (У Банату, Бачкој и Барањи су народни одбори свуда смењивали представнике старе власти), блокирана је испорука у храни и лековима Мађарској, док су Румуни у Трансилванији проширили подручје које су држали под војном контролом.
Нова мађарска влада покушала је да широким обећањима приволи немађарске народе да живе у оквирима прокламованих граница нове независне мађарске државе. Међутим, већ у новембру и децембру 1918. Мађарска потпуно губи контролу над јужним и северним територијама на које је претендовала. Током новембра и децембра 1918. мађарска влада је водила пропагандни рат са Прагом око Словачке. Под њеним покровитељством група румунских социјалиста дисидената из Трансилваније, Баната и Мађарске одржала је конгрес у Будимпешти 1. јануара 1919. на ком се изјаснила против уједињења Трансилваније са Румунијом и „српске окупације Баната” и за независност поменутих области. Почетком јануара 1919. у Краљевину СХС су слати леци са Карољијевим прогласом: „Дошло је време слободе за угњетене народе! Не разбијајте нову, демократску Мађарску!” Ови покушаји, међутим, нису имали изгледа на успех пошто су се немађарски народи (Словаци, Румуни, Срби, Буњевци и др.) већ неопозиво и јасно определили за прикључење Чехословачкој, Румунији и Краљевини СХС још крајем 1918. После неколико месеци хаоса, постало је јасно многима у Мађарској да Карољијева прозападна оријентација неће Мађарској оставити жељене границе. Заправо, Карољи није могао да одржи под својом контролом ни јужну Словачку, југозападну Рутенију, делове Алфелда и Трансилваније. Није имао много избора, па је поднео оставку.
До марта 1919. видело се да демократе нису у стању да „сачувају” Мађарску у прокламованим границама. Мађарски народ тражио је ново вођство које би могло да земљу извуче из кризе. Једино су се комунисти које је предводио Бела Кун чинили кадри да заштите перципирани „интегритет Мађарске”. Бела Кун је веровао да Мађарску може да „спаси” савез са руским бољшевицима. Мађарски народ, међутим, имао је мало афинитета према Русима, али је исто тако веровао да западни савезници имају мало обзира према Мађарској. Због одбијања савезника да преговарају са једним комунистом, Кун се одлучио за војну стратегију. Веровао је да ће морати да се пробије кроз чехословачке линије на североистоку, оснује Словачку Совјетску Републику и осигура Рутенију како би Руси имали отворени коридор за улазак у Мађарску. Планирао је да нападне позиције које је румунска војска успоставила на реци Тиси и потом је потпуно истисне из централних делова Великог Алфелда и Трансилваније. У почетку, Кунов план је наишао на успех када је основао Совјетску Републику Словачку. Међутим, Кунов успех је био кратког века. Помоћ руске Црвене армије је изостала, а мађарска Црвена армија је почела да се распада. Чешка влада је поништила Совјетску Републику Словачку и упутила војску јужно на Мишколц. Румунска војска је кренула у напад и упркос савезничким примедбама истрајала у походу све до Будимпеште. Дана 1. августа 1919. Кун је поднео оставку. Краткотрајна револуционарна Црвена Република се распала. Кунова влада и војне операције само су потврдиле ионако погоршане односе са суседним државама. Дана 9. августа 1919. румунска војска је окупирала Будимпешту. Кунова комунистичка револуција се завршила, а Мађари су изгубили контролу над више територија него пре. Не од малог значаја је била одлука савезника током комунистичког режима у Мађарској да Аустрији доделе тадашње западне делове Мађарске претежно настањене Немцима (Бургенланд).
Период после Куновог одласка са власти до доласка Миклоша Хортија обележио је хаос. Са „Националном армијом” Хорти је ушао у Будимпешту и успоставио контролу. Био је ултраконзервативац и веровао је да је могуће „очувати” оно што је у својој перцепцији видео као „Краљевину Угарску” (иако је она фактички престала да постоји још крајем 1918.) и њен аристократски слој. Уочи националних избора јануара 1920. савезници су мађарској јавности понудили споразум у Тријанону. Према слову споразума, Мађарска је требало да буде призната на територијама које су за две трећине биле мање него територије бивше Краљевине Угарске, чији је остатак, претежно настањен немађарским народима, по споразуму из Тријанона био признат као саставни део суседних држава. Међу територијама које нису признате као део Мађарске биле су: Трансилванија, јужна Словачка, јужна Рутенија и делови Прекодунавља и Великог Алфелда.
Наводна „природност Краљевине Угарске” била је изношена као главни аргумент којим су се мађарски дипломати служили како би спречили савезничке силе да им понуде територијално неповољан мировни уговор. Ово илуструје изјава коју је послао америчкој мировној делегацији у Паризу професор Арчибалд Кулиџ, док је био на дипломатској мисији у Мађарској после Првог светског рата. Кулиџ пише како Мађари указују на перципирано „историјско јединство своје државе” и како истичу да се „она никада не би могла одржати кроз све успоне и падове у својој хиљадугодишњој историји и поред разних народности које су живеле у њој да њен континуитет по природи ствари није био у складу са географским законом”. То веровање није само произилазило из њиховог схватања „закона о просторној интеракцији”, већ су му корени су му били дубљи. Оно је било продукт њиховог виђења „органске теорије државе”, односно они су Краљевину Угарску видели као „живи организам ког је сам Бог створио”.
Премда су све политичке партије у Мађарској одбиле да прихвате Тријанонски споразум, већина Мађара није имала вере у либерале и комунисте који су се већ показали немоћним да „заштите и сачувају” перципиране државне границе. С друге стране, реторика конзервативаца чинила им се убедљивијом. Због тога су и победили на изборима. Хорти је поставио себе за лидера Мађарске, а његова влада се потписивању Тријанонског споразума опирала колико је могла. Међутим, како су савезници вршили притисак и како није било другог избора, Мађарски парламент је ратификовао споразум 13. новембра 1920. Овај чин је задао психолошко разорни ударац великодржавној идеји мађарске нације. У наредном периоду мађарска јавност је подржавала фашисте који су обећавали „повраћај територијалног интегритета некадашње велике Краљевине Угарске”.

### Тријанонски споразум и мађарски ревизионизам
Савремени мађарски ревизионизам јавља се после потписивања Тријанонског мировног уговора из 1920. године као одраз незадовољства делова мађарског друштва резултатима овог уговора. Бивша Краљевина Угарска, која је постојала у оквиру Аустроугарске пре 1918. године, била је мултиетничка земља, у којој су Мађари чинили мање од половине (48%) становништва, док су други (већи) део становништва чинили Словенски народи (Срби, Хрвати, Словенци, Словаци, Русини и други), Румуни и Немци. Ови народи су 1918. године искористили своје право на самоопредељење и прогласили своју независност или уједињење у заједничку државу са осталим припадницима сопственог народа, што је потврђено Тријанонским уговором из 1920. године.
Овим уговором, Мађари су изгубили статус повлашћеног народа који су до тада имали, а њихов државно-политички простор је сведен на своје мање-више етничке границе, без већих територија насељених већинским немађарским становништвом. Поред губљења владајућих привилегија, мађарско друштво је било незадовољно и тиме што је Тријанонски уговор оставио и део територија већински насељених Мађарима изван граница нове мађарске државе.
Независна Мађарска имала је за око две трећине мању територију него бивша Краљевина Угарска. Ове територије су, међутим, биле насељене већинским немађарским становништвом, иако су неке од њих имале и знатну мађарску мањину. Према проценама, око једне трећине Мађара (3,5 милиона) нашло се изван граница нове мађарске државе. Због тога су мађарски ревизионисти истицали неправедност Тријанонског уговора према Мађарима, иако је у односу на раније стање када је преко 10 милиона немађара живело у оквиру Угарске, стање настало Тријанонским уговором било знатно ближе правди.
Нема никакве сумње да је Версајски мир представљао акт победника, и наметање победничке правде пораженој страни. Казнена и, по одређеним мишљењима, не потпуно праведна природа Версајског мира умногоме је утицала и на избијање Другог светског рата у којем су поражене и незадовољне земље покушале да ситуацију исправе у своју корист. Регион Трансилваније, био је већински насељен Румунима, подручје Словачке Словацима, а подручје Војводине Србима. Све три територије су, међутим, имале и знатну мађарску мањину, што је утицало да мађарски ревизионисти испоље претензије према њима.
Политичка тежња за променом граница и такозваном „обновом” велике Краљевине Угарске (а без жеље и за обновом њеног политичког статуса хабзбуршке територије) била је доминантна у политици Мађарске између два светска рата. Уз помоћ Хитлерове Немачке, ове политичке тежње су делимично остварене за време Другог светског рата када је Мађарска окупирала и анектирала делове суседних држава, од којих су многи били претежно насељени немађарским становништвом. Ова окупација и анексија, међутим, нису биле признате од стране савезничких држава, и са поразом сила Осовине, мађарска војска је морала да се повуче назад на границе одређене Тријанонским уговором.

#### Хортијева политика
Адмирал Миклош Хорти је био морнарички официр у Аустроугарској током Првог светског рата, а премијер Мађарске постао је 1. марта 1920. и владао је земљом до 1944. као регент. На ту позицију је дошао након збацивања бољшевичко-комунистичког режима Беле Куна из 1919. Фашистичка Партија стреластих крстова (Nyilas Keresztes Part) основана је 1937. под вођством Ференца Салашија (Szalasy Ferenc).
Целокупна спољна политика Хортијевог режима, била је усмерена на стварање државе која би, према важећим стандардима међународног права, морала бити третирана као „Велика Мађарска”, дакле, у потпуном нескладу са одредбама Версајског мира. Са становишта мађарских ревизиониста, стварање Велике Мађарске значило је „враћање” Мађарској територија које су биле под управом бивше Краљевине Угарске пре краја Првог светског рата. Заборављало се притом да бивша Краљевина Угарска није била суверена држава, већ део вишенационалне Хабзбуршке Монархије, и да је суверенитет новој независној Мађарској држави признат само на оним територијама одређеним Тријанонским уговором.
Немачка је уступила један део окупиране Чехословачке (јужни делови Словачке) Мађарској, 1938. То је само појачало апетите мађарских ултра-националиста за стварањем „Велике Мађарске” и запоседањем других делова суседних држава. Мађарска је 1939. године окупирала подручје Карпатске Украјине (које је пре тога припадало Чехословачкој и прогласило своју независност непосредно пре мађарске окупације), а 1940. је Хитлер Мађарској уступио северне делове Трансилваније, који су пре тога припадали Румунији.
Дана 20. новембра 1940. Мађарска је и формално постала чланица Сила Осовине, уз Немачку, Италију и Јапан. После напада Сила Осовине на Југославију 1941. године, Мађарска је окупирала Бачку, Барању, Међумурје и Прекумурје, који су припадали југословенској држави.

#### Мађарски ревизионизам након пада комунизма
Изгубивши Други светски рат, Мађарска је морала да врати суседним државама заузете територије. После Другог светског рата, Мађарска је постала комунистичка земља, а њене нове власти су се званично одрекле ревизионизма. У прогласу мађарске владе поводом ослобођења Мађарске од фашизма истицало се да мађарски народ неће више бити жртва хитлеровске Немачке, а ни мађарске реакције, да се жели обезбедити скромно, али заслужено место у редовима слободољубивих народа и да је завршена једна тамна страница историје Мађара.
Након пада комунизма, у Мађарској долази до ренесансе иредентистичких покрета и идеја. Оснивају се ултра-националистичке организације као што су Мађарска гарда, Омладински покрет 64 жупаније, Јобик, итд. Припадници и симпатизери ових организација почињу поново да говоре о ревизији Тријанонског споразума, при чему користе исту реторику и пропаганду као у времену Хортијеве Мађарске.
У својој пропаганди, ревизионисти покушавају да „докажу право Мађара” на територије које Мађарској нису припале Тријанонским споразумом. При томе се у односу на делове суседних држава који су претежно настањени Мађарима позивају на етничке разлоге, док се у односу на оне који су претежно настањени другим народима позивају на „историјске” разлоге, занемарујући у овом случају етнички састав поменутих подручја. Ушанчени у сопственом „историцизму”, ревизионисти се позивају на величину некадашње Угарске, а игноришу њену политичку зависност од Хабзбуршке монархије или њен етнички састав. Поред тога, игноришу и историјске периоде када је територија Угарске била знатно мања или периоде када та држава није ни постојала. Следећи паролу да „циљ оправдава средства” ревизионисти се служе и фалсификовањем историјских или демографских чињеница, покушавајући при том да увећају историјски и демографски значај Мађара и Угарске, а да умање историјски и демографски значај других народа и њихових бивших држава или политичких ентитета.

## Територијално-демографски аспекти великомађарских претензија

### Територијалне и демографске промене у средњој Европи до 1918.
Мађари (Угри) су се у средњу Европу населили крајем 9. века и, стварајући државу Угарску, наметнули су своју власт месним Словенима. Средњовековна Краљевина Угарска је имала мултиетнички карактер, а службени језик државе био је латински. Поред Мађара, који су чинили владајући слој угарског друштва, у Угарској су живели и Словени, Власи, Саси, Секељи, Кумани, Печенези, Јаси, итд.
Османским освајањем у 16. веку, Угарска губи независност и бива подељена између Османског царства и Хабзбуршке монархије. Део некадашње Угарске је тада наставио да се назива Краљевином Угарском, али је ова краљевина била територија Хабзбуршке монархије и обухватала је само северозападне делове независне средњовековне краљевине. У оквиру Османског царства је, од источних делова средњовековне Угарске, формирана вазална Кнежевина Трансилванија, док су централни и јужни делови средњовековне краљевине дошли под директну османску власт и подељени су у неколико пашалука. На овим територијама су се друштвене, политичке и етничке прилике до темеља измениле током периода османске управе. Када су крајем 17. и почетком 18. века Хабзбурзи преотели ова подручја од Османлија, Мађари су захтевали да се она прикључе хабзбуршкој Угарској, позивајући се на то што је средњовековна Угарска некада њима управљала, а потпуно занемарујући политички, друштвени и демографски развој ових територија у периоду османске управе.
Хабзбурзи су, међутим, само део ових територија прикључили Угарској, док су у остатку ових земаља завели засебне управе. Тако су Војна крајина, Краљевина Славонија, Тамишки Банат (касније Војводство Србија и Тамишки Банат) и Кнежевина Трансилванија политички егзистирали изван оквира хабзбуршке Угарске. Незадовољни оваквим решењем, Мађари су стално захтевали прикључење ових територија Угарској, а Хабзбурзи су им у томе постепено попуштали, укидајући ове територије и прикључујући их Угарској. Овај процес је заокружен 1882. године, укидањем последњег дела Војне крајине и његовим укључењем у састав Угарске. Међутим, за поједине мађарске националисте ни оваква Угарска није била довољно велика, па су изражавали отворене територијалне претензије према Босни, Србији и Бугарској.
Углавном остваривши политички циљ увећања граница Угарске у оквиру Хабзбуршке монархије, мађарски лидери су се посветили етно-политичкој „хомогенизацији” угарског друштва и претварању мултиетничке земље у националну државу Мађара. Тако је уместо латинског као службени уведен мађарски језик, Мађари су били фаворизовани као владајући народ, док су свим осталим народима у Угарској била ограничена права, уз циљ да се и они временом мађаризују и утопе у Мађаре. По подацима из 1840. године, на подручју земаља круне Светог Стефана је било 37% Мађара, док је по подацима из 1910. године проценат говорника мађарског језика у Угарској износио 48%. Остатак становништва Угарске чинили су Румуни, Словаци, Немци, Хрвати, Срби, Малоруси, Словенци, итд. У говорнике мађарског језика је аустроугарска статистика укључила и један број немађара, посебно Јевреја.

### Распад Аустроугарске и Тријанонски споразум
Распадом Аустроугарске 1918, распада се и сама Краљевина Угарска, а њени периферни делови, претежно настањени немађарским народима, улазе у састав новостворених држава Чехословачке, Краљевине Срба, Хрвата и Словенаца, Аустрије, а такође и проширене Краљевине Румуније. У централним деловима бивше Краљевине Угарске, који су претежно били настањени Мађарима, ствара се независна мађарска држава.
Тријанонским споразумом из 1920, регулисан је статус независне Мађарске и одређене су њене границе према суседима. Иако су територије бивше Краљевине Угарске које нису припале независној Мађарској биле претежно настањене немађарским народима, на њима је остао да живи и знатан број Мађара, посебно у пограничним подручјима.

### Румунија (Трансилванија)
По попису из 2002. године, у Трансилванији је било 75,9% Румуна и 19,6% Мађара. У античко доба, на овом подручју се налазила Дачка краљевина, а након римског освајања, римска провинција Дакија. У 16. веку, Трансилванија постаје вазална кнежевина у оквиру Османског царства. Владајући друштвени слој у овој кнежевини били су Мађари, али су знатан део њеног становништва чинили Румуни, Саси и Секељи. Након Карловачког мира из 1699. године, Кнежевина Трансилванија је чинила једну од крунских земаља Хабзбуршке монархије. По попису из 1790. године у овој кнежевини је било 50,8% Румуна и 30,4% Мађара. Поред територије Кнежевине Трансилваније, Румуни су настањивали и део подручја Тамишког Баната, део Војне крајине, као и подручја Кришане и Марамуреша, која су била у саставу хабзбуршке Угарске. Закључно са 1873. годином, све ове територије настањене Румунима наћи ће се у саставу Угарске.
Након Првог светског рата, ова подручја ће ући у састав Румуније, а поред територије историјске Кнежевине Трансилваније, име „Трансилванија” ће се тада користити као ознака и за друге делове бивше Краљевине Угарске који су ушли у састав Румуније (Банат, Кришану, Марамуреш). По попису из 1910. на целој овој територији било је 54% говорника румунског и 31,7% говорника мађарског језика. 1940. године Хитлер Мађарској уступа северне делове Трансилваније, а на том подручју је, према подацима из 1940. године, било 50,2% Румуна и 37,1% Мађара, док су каснији мађарски подаци из 1941. показали проценте од 53,5% Мађара и 39,1% Румуна. Након Другог светског рата, подручје северне Трансилваније враћено је Румунији.

### Словачка
По попису из 2011. године, у Словачкој је било 80,7% Словака и 8,5% Мађара. Словаци су своју државност почели да изграђују у средњем веку, у оквиру Нитранске кнежевине и Велике Моравске. Мађари, који су се у Средњу Европу доселили крајем 9. века, су наметнули Словацима своју власт и укључили их у састав државе Угарске. Након Првог светског рата, подручје данашње Словачке улази у састав новоформиране Чехословачке. По попису из 1910. године, на простору Словачке је 57,9% становништва говорило словачки, а 30,2% мађарски језик. Под притиском Нацистичке Немачке, јужни делови Словачке уступљени су Мађарској 1938. године. Иако су на великом делу јужне Словачке већину становништва чинили Мађари, у састав Хортијеве Мађарске укључени су и простори са словачком већином, укључујући и град Кошице, други по величини у данашњој Словачкој, у коме је по подацима из 1930. било 42.245 Словака и 11.504 Мађара. Након Другог светског рата, подручје јужне Словачке враћено је Чехословачкој.

### Србија (Војводина)
По попису из 2011. године, у Војводини је било 66,76% Срба и 13,00% Мађара. У већини општина и градова Војводине доминантно становништво били су Срби, у две општине Словаци, док су Мађари чинили апсолутну већину становништва у пет општина (Кањижа, Сента, Ада, Бачка Топола, Мали Иђош), а релативну већину у две општине (Бечеј, Чока) и једном граду (Суботица).

#### Историјска позадина
Главни чланци: Историја Војводине, Демографска историја Војводине.
Током VI века н. е., у склопу словенских миграција из источних и централних делова Европе, Срби су населили и просторе око три реке, Дунава, Тисе и Саве. Мађарска племена су дошла у Панонску равницу касније, у IX веку. За време османске власти, Срби су били већинско становништво не само на подручју данашње Војводине, већ и на суседним територијама које данас припадају Румунији, Мађарској и Хрватској. Током хабзбуршке власти етнички састав територије данашње Војводине се знатно изменио. Према хабзбуршким пописима из 1715. и 1720. године, на целој територији данашње Војводине етнички су преовлађивали Срби, Буњевци и Шокци, док је по задњем аустроугарском попису из 1910. проценат Срба пао на 33,8%, али је још увек био највећи у региону, јер је Мађара тада било 28,1%, а Немаца 21,4%.

#### Револуције из 1848.
Мађари су 1848. године подигли буну против хабзбуршке власти захтевајући независност Угарске и национална права за мађарски народ. Мађари су сматрали да целокупна територија бивше средњовековне угарске државе треба да буде део нове националне државе Мађара, са мађарским као службеним језиком. Занемарена је притом чињеница да средњовековна Угарска држава није била национална држава Мађара, јер је у то време појам нације схватан другачије, и да службени језик некадашње Угарске није био мађарски већ латински. Такође је занемарена чињеница да су у време револуције из 1848. године Мађари чинили свега 38% становништва Угарске (по подацима из 1842), док су остали део становништва чинили Словени, Румуни и Немци. Желећи да створе националну државу Мађара, мађарски политичари су негирали права ових народа, сматрајући их делом такозваног „мађарског политичког народа”, односно стало се на становиште да су сви становници Угарске Мађари.
Природно је да је овакав национални покрет Мађара дошао у сукоб са националним покретима немађарских народа тадашње Угарске, пре свега Срба, Хрвата и Румуна, који су тежили да очувају сопствену народност, а не да се претопе у мађарски народ. Као одговор на мађарску политику, Срби су на Мајској скупштини, одржаној од 13. до 15. маја 1848. године у Сремским Карловцима, прогласили аутономну Српску Војводину. За првог војводу изабран је Стеван Шупљикац, док је карловачки митрополит Јосиф Рајачић постао патријарх. Српску Војводину су тада чинили Банат, Бачка, Срем и Барања.
Након пораза Мађара у револуцији из 1848/1849. године, аустријски цар је, новембра 1849. године, створио Војводство Србију и Тамишки Банат као посебну административну јединицу, која је постојала до 1860. Међутим, због промене политике бечког двора према Мађарима, Војводство Србија и Тамишки Банат је укинуто, а његова територија је прикључена Угарској. Монархија је 1867. године трансформисана у Аустроугарску, у којој је мађарска политика за стварањем велике мађарске националне државе поново дошла до изражаја. Приступило се мађаризацији, односно насилном наметању мађарског језика немађарском становништву да би се тиме повећао број Мађара и да би њихов удео у становништву Угарске постао већи од 50%. Без обзира на велике успехе овакве политике мађаризације, она није довела до тога да Мађари пређу границу од 50% становништва Угарске, јер је по задњем попису (из 1910) пре распада Аустроугарске, проценат Мађара у Угарској достигао свега 48%.
Српски политичари су у парламенту Угарске водили политичку борбу за признавање националних права Срба и аутономију Војводине, али без већих успеха. Светозар Милетић тада истиче разлику између појмова „Угарска” и „Мађарска”, наводећи да историјски посматрано, Краљевина Угарска (regnum Hungariae) није национална држава Мађара, већ држава свих њених становника, и да се од ње не може правити Мађарска (Magyarország).

#### Распад Аустроугарске
После Првог светског рата и распада Аустроугарске монархије 1918. године, Велика народна скупштина Срба и других народа Војводине (састављене од Бачке, Барање и Баната), прогласила је присаједињење Војводине Краљевини Србији, која после тога постаје део Краљевине Срба, Хрвата и Словенаца. Срем се такође као посебна област прикључио Краљевини Србији. Одлуке велике народне скупштине народа Војводине потврђене су међународним признањем Краљевине Срба, Хрвата и Словенаца 1919. године и Тријанонским мировним уговором из 1920. године. Током међуратног периода, Војводина је била део југословенске државе, а од 1929. до 1941. део је Дунавске бановине, једне од покрајина Краљевине Југославије. Главни град Дунавске бановине био је Нови Сад, а поред Војводине, бановина је обухватала Шумадију и Браничево.
Тријанонским уговором од 4. јуна 1920. године нова независна мађарска држава је званично признала да нема права на територије које су биле под влашћу бивше Краљевине Угарске, укључујући територију Војводине, која је, вољом тамошњих Срба и осталог словенског становништва, ушла у састав Краљевине Србије 1918. године, а потом и Краљевине СХС.
Тријанонски уговор су са Мађарском потписале силе Антанте, Енглеска, Сједињене Америчке Државе, Француска, Италија и Јапан. Краљевина СХС је имала статус придруженог члана Антанте. Мађарска је имала третман земље-наследнице Аустроугарске и поражене непријатељске силе. У суштини, Британија, Француска и САД су биле земље које су арбитрарно одредиле изглед међудржавних граница у Европи после Првог светског рата. Напад на таква територијална решења био би заправо напад на целокупан европски поредак у међуратном периоду. Другим речима, међудржавне границе између Мађарске и Југославије нису биле ни на који начин спорне и проблематичне; штавише, биле су међународно признате и могле су бити измењене једино ратом. Управо то је био пут на који се одлучила Хортијева Мађарска.
Међутим, иако је Тријанонски уговор био пример диктата победничких сила, његова намера је ипак била да територијално разграничи Мађарску и Краљевину СХС у доброј вери и на праведним основама. Становништво Војводине састојало се од већег броја етничких група, међу којима су доминирале три најбројније — Срби (34,7%), Мађари (24,4%) и Немци (22%), према попису из 1921. Према истом попису, највећи градови Војводине (Нови Сад, Сомбор, Сремска Митровица, Кикинда, Зрењанин, Панчево) били су претежно насељени Србима, Суботица је била претежно насељена Буњевцима, док је Вршац био претежно насељен Немцима.
Током историје свака од три најбројније етничке групе Војводине имала је одређене територијално-политичке програме уређења овог подручја, а демографске статистике из различитих историјских периода су често представљале подршку овим тежњама. Почетком 20. века, припадници готово свих етничких група заступљених у Војводини су углавном били потомци релативно скорашњих насељеника, а демографски односи међу њима мењали су се током времена, у зависности од политичке ситуације. Постојала су подручја са српском већином, са мађарском већином (север Бачке) и са немачком већином. Ниједно територијално решење није могло у потпуности задовољити тежње свих етничких група, поготово у етнички мешовитим областима. Пошто је Версајска мировна конференција одређивала границе између југословенске и мађарске државе, тежње војвођанских Немаца за стварањем посебне државе од Баната и Бачке нису узете у обзир. За конференцију није било спорно да Срем, западни Банат, као и јужна и западна Бачка треба да припадну југословенској држави. Спорно је било једино подручје северне Бачке, али је конференција ту пресудила у корист југословенске државе јер је највећи град овог региона (Суботица) био у то време претежно насељен Јужним Словенима (Буњевцима).

#### Други светски рат
Главни чланак: Мађарска окупација Бачке, Барање, Прекомурја и Међимурја.
Хортијев режим тежио је „ревизији Тријанонског уговора” током читавог међуратног периода. Један од начина за остваривање тог циља био је и спонзорисање и подршка сепаратистичким и сецесионистичким покретима у Југославији, који су за циљ имали уништење те земље. Сходно томе, Хортијева Мађарска је технички и финансијски помагала усташки покрет Анте Павелића, чији су се кампови за обуку и терористичке базе налазили на територији Мађарске током 1930-их; познат је пример базе Јанко-Пуста, одакле су усташе изводиле терористичке нападе на Југославију. Заједно са Мусолинијем и Хитлером, Хорти је био један од најгласнијих противника Европе створене у Версају 1918. године, уз захтеве за територијалне уступке и такозвани „повратак” Мађарској оних територија које су биле део бивше Краљевине Угарске пре Првог светског рата. У Мађарској је усвојен и први „Јеврејски закон” 1938. којим су ограничена и ускраћена права тамошњим Јеврејима.
Са циљем да анектира такозвани „Делвидек” (мађарски: „Délvidék” — „јужни крај”), Мађарска је заузела јасан антисрпски спољнополитички курс. Срби су обележавани као главни кривци за све невоље Мађарске, и прозивани због наводног „отимања старих мађарских земаља”. Такође, Хортијев режим је охрабривао и ширио пропаганду запаљивог антисрпског расизма током међуратног периода. Пред сам рат, у жељи да оправда планирану агресију, режим је оптуживао Србе за „зверства која се чине над Мађарима у Јужним крајевима”. Пал Телеки (Teleky Pal), председник мађарске владе, дискредитовао је кампању антисрпске пропаганде као лажног повода за инвазију на Југославију, речима:
„… Стали смо на страну ниткова — јер у тобожњим вестима о грозотама нема ни једне речи истине! Ни против Мађара, чак ни против Немаца! Постаћемо лешинари! Најбеднија нација. Нисам то спречио. Осећам се кривим.”
Телеки је ово написао у свом опроштајном писму Хортију, у којем је изразио своје неслагање са нападом на Југославију. У ноћи између другог и трећег априла 1941. премијер Пал Телеки је извршио самоубиство. Три дана касније, Мађарска је учествовала у инвазији и окупацији Југославије у склопу немачке операције „Казна”, чији је циљ био уништење Југославије као државе и поробљавање Срба као народа.
Мађарска је тада окупирала и анектирала Бачку, Барању, Међимурје и Прекомурје. Као и у случају Северне Трансилваније, ни на овим подручјима мађарско становништво није преовлађивало. На свим југословенским територијама које је 1941. окупирала Мађарска узетим заједно, било је тада око милион становника, од којих 543.000 (54,3%) Срба, Хрвата и Словенаца, 301.000 (30,1%) Мађара и 197.000 (19,7%) Немаца. На подручју Бачке, говорници мађарског језика су по попису из 1931. године чинили већину само у срезовима Сента, Бачка Топола и Стари Бечеј, док су на остатку територије Бачке већину чинили говорници српско-хрватско-словеначког и немачког језика. Поред окупираних територија, Мађари су тражили да Мађарској буде прикључен и Банат (насељен претежно Србима и Немцима), али Немачка није изашла у сусрет оваквим захтевима, тако да је Банат остао у саставу Недићеве Србије.
За време мађарске окупације од 1941. до 1944. године побијено је на хиљаде Срба и Јевреја у Бачкој. Шајкашка, област у Јужној Бачкој већински насељена Србима, била је поприште многих злочина. Доласком совјетске црвене армије и југословенских партизана 1944. године, окупација је завршена, а мађарска војска се повукла назад на међународно признате границе Мађарске.

### Украјина (Закарпатје)
По попису из 2001. године, у Закарпатју је било 80,5% Украјинаца-Русина и 12,1% Мађара. Словени су ово подручје населили у 4. веку, а Мађари, који су се у средњу Европу доселили крајем 9. века, су наметнули закарпатским Словенима своју власт и укључили их у састав државе Угарске. Након Првог светског рата, подручје данашњег Закарпатја улази у састав новоформиране Чехословачке. По попису из 1910. године, на простору Закарпатја је 54,5% становништва говорило русински, а 30,6% мађарски језик. Под притиском Нацистичке Немачке, југозападни делови Закарпатја уступљени су Мађарској 1938. године. Иако су на великом делу југозападног Закарпатја већину становништва чинили Мађари, у састав Хортијеве Мађарске укључени су и простори са словенском већином, укључујући и град Ужгород, највећи у данашњем Закарпатју, у коме је по подацима из 1930. године било 8.030 Чеха и Словака, 6.260 Русина, 5.897 Јевреја и 4.499 Мађара. Распадом Чехословачке 1939. године, русинско-украјинско становништво на остатку територије Закарпатја проглашава независну Карпатску Украјину, али на ову нову државу Хортијева Мађарска врши инвазију, да би потом окупирала и анектирала ту територију на којој је огромну већину чинило русинско-украјинско становништво. Након Другог светског рата, подручје Закарпатја постаје део Совјетског Савеза и Украјинске ССР.

### Хрватска
Током Другог светског рата, Мађарска је окупирала и анектирала Барању и Међимурје, који су тада били у саставу Југославије, а данас су у саставу Хрватске. У Међимурју су тада већину становништва чинили Хрвати, док је у Барањи по подацима из 1931. године било 40,7% Срба и Хрвата, 29,8% Немаца и 26,4% Мађара. Након рата, ова подручја су враћена Југославији.

### Словенија (Прекмурје)
Током Другог светског рата, Мађарска је окупирала и анектирала Прекмурје, које је тада било у саставу Југославије, а данас је у саставу Словеније. У Прекмурју су тада већину становништва чинили Словенци. Након рата, ово подручје је враћено Југославији.

### Аустрија (Бургенланд)
Иако заговорници Велике Мађарске имају територијалних претензија и према аустријској регији Бургенланд, Хортијева Велика Мађарска није имала могућности да се прошири и на ово подручје, с обзиром да се оно, након аншлуса Аустрије из 1938. године, нашло у саставу Нацистичке Немачке, чији је Хорти био савезник. По попису из 1910. године, на подручју Бургенланда је било 74% говорника немачког језика, док су и говорници хрватског (15%) били бројнији него говорници мађарског (9%).